# SIC
«SIC» (полное название: «Sociedade Independente de Comunicação») — первый португальский частный телеканал. Начал вещание 6 октября 1992 года. Принадлежит специализирующейся на печатной прессе компании «Impresa». Является бесплатным (незакодированным).
Это универсальный (то есть общего профиля) канал, то есть предназначен для самой широкой аудитории и транслирует программы разных жанров от новостей до спорта и развлекательных передач.
Бразильский TV Globo владеет крупной долей акций компании.